# Interkontinentální pohár 1962
Třetí ročník Interkontinentálního poháru byl odehrán ve dnech 19. září a 17. října 1962. Ve vzájemném dvouzápase se střetli vítěz Poháru mistrů evropských zemí 1961/62, Benfica Lisabon, a vítěz Poháru osvoboditelů 1962, Santos FC. Vítězem se stal brazilský klub, který zvítězil v obou střetnutích celkovým skóre 8:4.

## 1. zápas
| 19. září 1962              |       |                  |                                                             |
| Santos FC                  | 3 : 2 | SL Benfica       | Estádio do Maracanã, Rio de Janeiro rozhodčí: Rubén Cabrera |
| Pelé 31', 85' Coutinho 64' |       | 85', 87' Santana | Estádio do Maracanã, Rio de Janeiro rozhodčí: Rubén Cabrera |

## 2. zápas
| 11. října 1962          |       |                                          |                                                   |
| SL Benfica              | 2 : 5 | Santos FC                                | Estádio da Luz, Lisabon rozhodčí: Pierre Schwinte |
| Eusébio 85' Santana 89' |       | 15', 25', 64' Pelé 48' Coutinho 77' Pepe | Estádio da Luz, Lisabon rozhodčí: Pierre Schwinte |

## Vítěz
| Interkontinentální pohár 1962 Santos FC (1. vítězství) |